# Eriocoelum dzangense
Eriocoelum dzangense là một loài thực vật có hoa trong họ Bồ hòn. Loài này được D.J.Harris & Wortley mô tả khoa học đầu tiên năm 2006.